# پیشتازان فضا ۲: خشم خان
پیشتازان فضا ۲: خشم خان (به انگلیسی: Star Trek II: The Wrath of Khan) یک فیلم علمی-تخیلی آمریکایی به کارگردانی نیکولاس مایر است که در سال ۱۹۸۲ منتشر شد. این فیلم پس از پیشتازان فضا: فیلم دومین فیلم از مجموعهٔ فیلم‌های پیشتازان فضا و دنبالهٔ قسمت «دانه فضایی» مجموعهٔ تلویزیونی اصلی محسوب می‌شود. این فیلم آغاز یک قوس داستانی است که با فیلم پیشتازان فضا ۳: جستجو برای اسپاک (۱۹۸۴) ادامه می‌یابد و با پیشتازان فضا ۴: سفر به خانه (۱۹۸۶) تمام می‌شود.

## داستان
در سال ۲۲۸۵، دریاسالار جیمز تی. کرک بر یک جلسهٔ شبیه‌سازی تحت هدایت کاپیتان اسپاک نظارت می‌کند. در این شبیه‌سازی، ستوان ساویک فرماندهی سفینه فضایی یواس‌اس Enterprise را در مأموریتی برای نجات خدمهٔ سفینهٔ آسیب‌دیدهٔ کوبایاشی مارو بر عهده دارد، اما ناوگان کروزرهای کلینگان به آن‌ها حمله کرده و سفینه به شدت آسیب می‌بیند. این شبیه‌سازی در واقع یک «سناریوی بدون پیروزی» است که برای سنجش منش افسران اخترناوگان طراحی شده‌است. بعدها، دکتر لئونارد مک‌کوی به مناسبت تولد کرک به دیدنش می‌آید و با مشاهدهٔ روحیهٔ پایین او، پیشنهاد می‌دهد که به جای فرسوده شدن پشت میز، یک فرماندهی جدید را بپذیرد.
در همین زمان، سفینهٔ ریلاینت مأمور بررسی یک سیارهٔ بی‌جان برای آزمایش «دستگاه جنسیس» است؛ فناوری‌ای که می‌تواند مادهٔ مرده را به جهان‌های قابل زیست تبدیل کند. کاپیتان ریلاینت، کلارک ترل، و افسر اولش، فرمانده پاول چخوف، به سیاره‌ای منتقل می‌شوند که گمان می‌برند ستارهٔ ستی آلفا ۶ است. آن‌ها در واقع وارد سیارهٔ ستی آلفا ۵ شده‌اند و توسط خان نونین سینگ، ستم‌پیشهٔ اصلاح‌نژادی‌شده، به اسارت درمی‌آیند. خان توضیح می‌دهد که پانزده سال پیش، کرک او و پیروانش را به آن‌جا تبعید کرد، اما شش ماه بعد، انفجار ستی آلفا ۶ مدار ستی آلفا ۵ را تغییر داد و آن را به بیابانی خشک تبدیل کرد. این فاجعه بسیاری از پیروان خان را کشت، از جمله همسرش که به‌دست انگل‌های بومی ستی جان باخت.
خان با کاشتن لاروهای این انگل‌ها در بدن چخوف و ترل، آن‌ها را به کنترل ذهنی درمی‌آورد و با کمکشان سفینهٔ ریلاینت را به تصرف درمی‌آورد. درحالی‌که معاونش، یوآخیم، توصیه به رها کردن انتقام می‌کند، خان همچنان بر نابودی کرک اصرار می‌ورزد. با اطلاع از وجود دستگاه جنسیس، خان به ایستگاه فضایی رگولا ۱ حمله می‌کند؛ جایی که این فناوری زیر نظر کارول مارکوس، معشوقهٔ پیشین کرک، و پسرشان دیوید در حال توسعه است.
کرک که در حال حاضر بر عرشهٔ اینترپرایز در یک مأموریت آموزشی است، پس از دریافت پیام اضطراری از رگولا ۱، فرماندهی را به‌دست می‌گیرد. در مسیر، اینترپرایز در کمینی از سوی ریلاینت گرفتار می‌شود و به شدت آسیب می‌بیند. خان پیشنهاد می‌دهد که در صورت تسلیم مواد مربوط به جنسیس، خدمهٔ اینترپرایز را خواهد بخشید. کرک برای خریدن زمان، از ناآشنایی خان با عملکرد سفینه‌ها استفاده کرده و از راه دور سپرهای دفاعی ریلاینت را غیرفعال می‌کند و ضدحمله‌ای ترتیب می‌دهد. خان عقب‌نشینی کرده و شروع به تعمیر می‌کند، در حالی‌که اینترپرایز با زحمت خود را به ایستگاه رگولا ۱ می‌رساند. کرک، مک‌کوی و ساویک به ایستگاه منتقل می‌شوند و ترل و چخوف را زنده می‌یابند، اما اعضای تیم مارکوس کشته شده‌اند. آن‌ها کارول و دیوید را در اعماق سیارک نزدیک، در حال پنهان کردن جنسیس، می‌یابند. خان که از ترل و چخوف به‌عنوان جاسوس استفاده کرده، دستور می‌دهد کرک را بکشند. ترل در برابر کنترل ذهنی مقاومت کرده و خودکشی می‌کند، درحالی‌که چخوف از حال می‌رود و انگل از بدنش خارج می‌شود. خان جنسیس را به سفینهٔ ریلاینت منتقل کرده و می‌کوشد کرک را در سیارک رها کند، اما کرک و اسپاک با رمزگذاری تماس خود، او را فریب می‌دهند. سپس کرک اینترپرایز را وارد سحابی موتارا می‌کند و خان را به تعقیب خود می‌کشاند. درون سحابی، سپرها بی‌اثر و سامانه‌های هدف‌گیری مختل می‌شوند، و درنتیجه هر دو سفینه از نظر توان رزمی برابر می‌شوند. اسپاک با توجه به تاکتیک‌های خان درمی‌یابد که او در نبرد سه‌بعدی بی‌تجربه است و کرک از این نکته بهره می‌برد تا ریلاینت را از کار بیندازد.
خان که به‌سختی مجروح شده، دستگاه جنسیس را فعال می‌کند و در حال مرگ، مانند کاپیتان آهاب سخن می‌گوید. خدمهٔ کرک فعال شدن جنسیس را شناسایی کرده و تلاش می‌کنند از محدودهٔ انفجار دور شوند، اما به‌دلیل آسیب‌دیدگی موتور وارپ، قادر به ترک سحابی نیستند. اسپاک به اتاق موتور رادیواکتیوی می‌رود تا انرژی وارپ را بازیابی کند. مک‌کوی می‌کوشد مانع ورود اسپاک شود، اما اسپاک او را با نیش اعصاب ولکانی بی‌هوش کرده و با او پیوند ذهنی برقرار می‌کند و می‌گوید: «به‌خاطر بسپار». اسپاک موتور را تعمیر می‌کند و اینترپرایز با پرش وارپ از انفجار می‌گریزد. انفجار جنسیس سیاره‌ای جدید پدید می‌آورد. پیش از مرگ ناشی از مسمومیت پرتویی، اسپاک از کرک می‌خواهد سوگواری نکند، چراکه فداکاری‌اش برای نجات اینترپرایز منطقی بوده‌است. کرک و خدمه برای اسپاک مراسم تشییع فضایی برگزار می‌کنند و تابوت او روی سیارهٔ تازه‌پدیدارِ جنسیس فرود می‌آید.